# Норма Рэй
«Норма Рэй» (англ. Norma Rae) — художественный кинофильм с Салли Филд в главной роли о борьбе молодой женщины с произволом владельцев текстильной фабрики. 2 премии «Оскар».

## Сюжет
Социальная драма о борьбе молодой женщины с произволом владельцев текстильной фабрики.

## В ролях
- Салли Филд — Норма Рэй Уэбстер
- Бо Бриджес — Сонни Уэбстер
- Рон Либман — Рюбен Варшовски
- Пэт Хингл — Вернон
- Барбара Баксли — Леона
- Гейл Стрикленд — Бонни Мэй
- Морган Полл — Уэйн Биллингс
- Джон Кэлвин — Эллис Харпер
- Ноубл Уиллингем — Лерой Мэйсон
- Грейс Забриски — Линетт Одум
- Берт Фрид — Сэм Дэйкин

## Награды и премии
1980 — Оскар
Победитель в категориях:
- Лучшая актриса — Салли Филд

Кадр из фильма.

- Лучшая песня — Норман Гимбл, Дэвид Шайр

Номинирован в категориях:
- Лучший фильм
- Лучший сценарист (адаптация)

1980 — Золотой глобус
Победитель в категориях:
- Лучшая актриса (драма) — Салли Филд

1979 — Каннский кинофестиваль
Победитель в категориях:
- Лучшая актриса — Салли Филд
- Большой приз высшей технической комиссии — Салли Филд